# 俄罗斯中央城际客运铁路公司
中央城际客运铁路公司（俄语：»， ）是俄罗斯一家从事专业客运铁路运输的公司，专门从事莫斯科市和莫斯科州及临近地区的城际铁路业务。该公司有在俄罗斯城际客运铁路系统中拥有22条线路的运营权，是俄罗斯最大的城际客运铁路公司。

## 公司的活动
该公司创建于2005年12月1日，2006年1月1日开始正式运营。
截止到2011年1月1日，中央城际客运铁路公司拥有庞杂的城际铁路交通网络：
莫斯科铁路枢纽的： 帕维列茨火车站， 库尔斯克火车站, 喀山火车站， 雅罗斯拉夫尔火车站， 萨维洛夫火车站, 里加火车站， 白俄罗斯火车站, 高尔基火车站 (2010年1月11日起)， 基辅火车站线路 (2010年1月11日起)， 梁赞方向（从喀山火车站）以及莫斯科中央环线列车。
中央城际客运铁路公司在莫斯科铁路郊区旅客运输中所占的份额，截至2013年1月1日，超过80％。其在俄罗斯城际客运量的份额约为56％。
日常会有130万人次乘坐中央城际客运铁路公司的车辆，来往于俄罗斯各地。 根据2011年度的财务报告：截止2011年12月31日，该公司收入23.67亿卢布，净利润的大约4.7亿美元，负债资金4.6亿卢布。
该公司在的十个俄罗斯联邦主体提供通勤交通服务，包括莫斯科，莫斯科州，库尔斯克州，弗拉基米尔州，梁赞州、图拉州、卡卢加州、斯摩棱斯克州、布良斯克州和奥廖尔州地区.
除了中央城际客运铁路公司，在莫斯科铁路网还有的其他的公司线路从事类似的城际通勤业务——如莫斯科-特维尔城际客运铁路公司和莫斯科机场快线的。 还在几个从事专门的城际运输的“城际特快列车”（俄语：Регион-экспресс (РЭКС)）。 相比于传统的列车，城际特快列车的价格往往要贵于传统列车。不过较长的路线，差异会较小。例如， 乘坐城际特快列车从莫斯科到奥金佐沃是两倍的价格比普通的火车、以及到莫扎伊斯克只相差19卢布.
从2011年元旦起，公司提供乘客运输的所有 莫斯科城际火车 (包括通过地区的城际列车)。 作为2012年债务的区域预算之前，方案会调涨价120万卢布.
现在中央城际客运铁路公司每天发送的1.6万名乘客。 在2014年，该公司旅客量596万人次，占到了俄罗斯铁路总发送量的1.7％，高于在2013年的运输量。
预计2017年5月，该公司的员工超过8000雇员.

## 股东
创始人最初是俄罗斯铁路公司，以及俄罗斯联邦主体莫斯科和莫斯科州，而公司股份配额如下：俄罗斯铁路公司持有50％减2股，莫斯科市政府持有25％加上1股，莫斯科州政府则拥有25％加上1股的股份。公司第一任总经理是伊戈尔·伊万诺夫（2005-2007），现任莫斯科-特维尔城际客运铁路公司总经理。
在2011年九月，莫斯科市政府出售其股份给予"莫斯科客运公司"。
2013年1月31日，俄罗斯铁路公司以7.6亿卢布的价格向有莫斯科客运限责任公司出售了25％-1股。据消息透露，所有通过包括莫斯科客运公司在内的中间公司的所有莫斯科城际轨道交通运营商都拥有一组共同的私人股东。交易完成后，中央城际客运铁路公司的50％股份集中在私人股东手中，俄罗斯铁路公司和莫斯科州政府依然各自持有25%的股份。
总部设在 莫斯科 地址：Novoryazanskaya街，18号的22号楼.现任中央城际客运铁路公司总经理为 米哈伊尔·哈罗莫夫.

## 财务状况
中央城际客运铁路公司是一个盈利公司。 因此，在2015年年底的净利润总额为2.4亿卢布(2014年：2.2亿卢布)。 一个重要部分的现金流量投资于购置车辆：在2015年年底的账面价值的固定资产达到19.2亿美元(2014年15.6亿卢布，2013年：4.6亿）
公司经营的盈利能力主要取决于利用公共线路的城际通勤火车票价：现在中央城际客运铁路公司（与俄铁其余部分一样）使用基本电价99％的折扣（电力公司的电费亏损的下降差额，从联邦预算中对于公共交通运输的部分得到补偿）。俄罗斯联邦政府于2006年7月，将这一特权延长至2030年。

## 批评
中央城际客运铁路公司的工作人员和保安被批评工作粗鲁，在客流高峰时段市郊列车经常出现超员，工作售票处，工作人员警卫在相邻列车发车之间的注意力不集中。在2016年3月，有一个可疑的袭击者当着保安的袭击了监视员和乘客：检查人员和警卫开始用非法手段抓住他的手，造成袭击者手部骨折，当他试图逃跑时，遭到工作人员和保安的殴打，后来保安和工作人员被解雇，并被展了刑事案件调查。 .
在郊区列车中，过多的“军队巡视员和他们的警卫”也受到了批评，这与俄罗斯铁路承运人莫斯科中央火车总站没有检查员完全相反。安检员的粗暴，是由于他们的低薪（9-10万卢布），计件付款方式。因此而必须从最大乘客数量中收取服务费。.